# Стюарт, Эсме, 2-й герцог Ричмонд
Эсме Стюарт (2 ноября 1649 — 10 августа 1660) — 2-й герцог Ричмонд и 5-й герцог Леннокс (1655—1660). Также 5-й граф Леннокс, 3-й граф Марч, 3-й барон Стюарт из Лейтон Бромсволт и 3-й барон Клифтон.

## Биография
Единственный сын Джеймса Стюарта (1612—1655), 4-го герцога Леннокса (1624—1655) и 1-й герцога Ричмонда (1641—1655), и Мэри Вильерс (1622—1685), дочери Джорджа Вильерса, 1-го герцога Бекингема.
Его отец Джеймс Стюарт, родственник и верный сподвижник короля Англии Карла I Стюарта во время Гражданской войны в Англии, скончался в марте 1655 года. Его вдова Мэри вместе с сыном Эсме и дочерью Мэри отправилась в изгнание во Францию.
10 августа 1660 года 10-летний Эсме Стюарт скончался от оспы в Париже. Титулы герцогов Ричмонда и Леннокса унаследовал его двоюродный брат Чарльз Стюарт (1639—1672), единственный сын Джорджа Стюарта (1618—1642), 9-го сеньора д’Обиньи.
4 сентября 1660 года Эсме Стюарт был захоронен в Вестминстерском аббатстве.